# Codex Ríos
Pour les articles homonymes, voir Codex Vaticanus (homonymie).

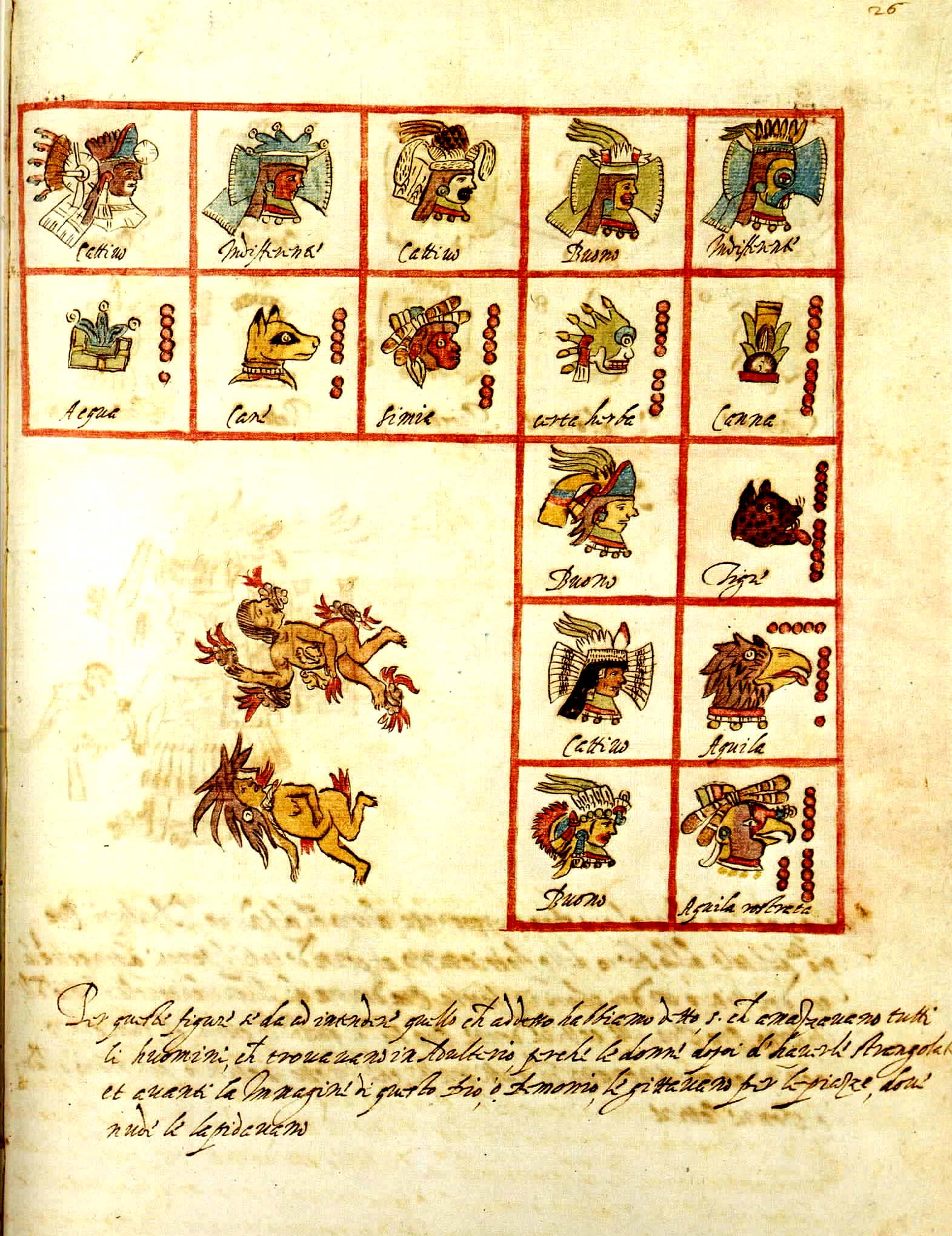
Recto du folio 25 du codex Ríos, expliquant le châtiment réservé aux hommes et aux femmes accusés d'adultère.

Le Codex Ríos, appelé aussi Codex Vaticanus A ou Codex Vaticanus 3738, est une copie augmentée et traduite en italien du codex aztèque dit Telleriano-Remensis. Il est classé dans le groupe Borgia.

## Nom
Contrairement au cas de la plupart des autres codex mésoaméricains, le nom du codex Ríos ne vient ni d'un de ses possesseurs, ni de son lieu de réalisation ou de conservation, mais d'un de ses auteurs, le dominicain Pedro de los Ríos, à qui sont attribuées les gloses en italien.

## Caractéristiques physiques
Il se compose de 101 feuilles de papier européen d'un format variable proche de 46,5 cm sur 29,5 cm.

## Réalisation
Il a été réalisé au XVIe siècle : les peintures ont probablement été terminées en 1562 et les commentaires en italien, écrits par différents auteurs, entre 1563 et 1565.

## Contenu
Le contenu est disparate. Les 101 folios ont été classés de la manière suivante :
- traditions cosmologiques et mythologiques (1r-11v)
- Tonalpohualli, dieux, signes des jours, neuf seigneurs de la nuit (12v-33r)
- tableaux chronologiques : 1558-1619 (34v-36r)
- calendrier de 18 mois (42v-51r)
- sections ethnographiques (54r-61v)
- annales pictographiques : 1195-1549 (66v-94v)
- annales non illustrées (95v-96v)

Les folios 97 à 102 sont vides.

## Conservation
Il est conservé à la Bibliothèque apostolique vaticane sous la cote 3738.

## Galerie

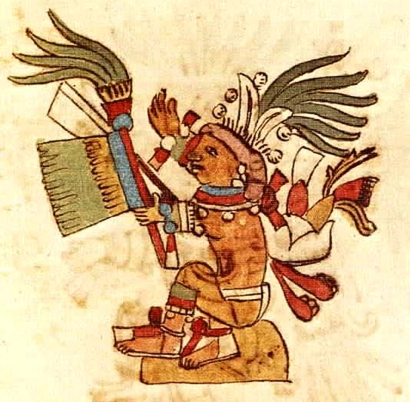
Centeotl
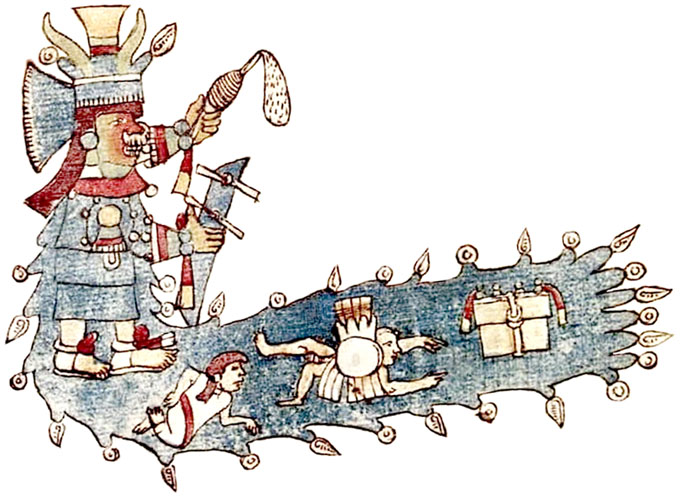
Chalchiuhtlicue
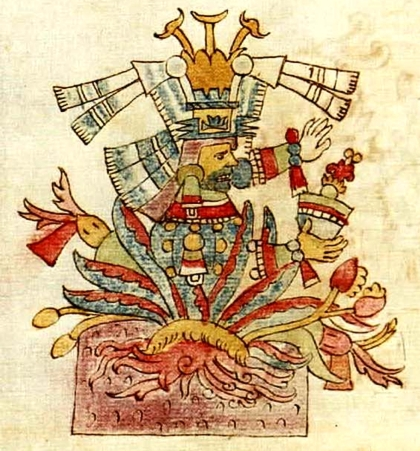
Mayahuel
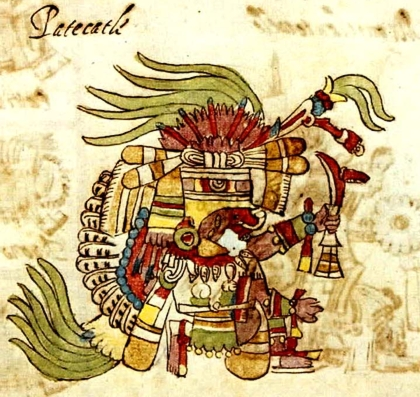
Patecatl
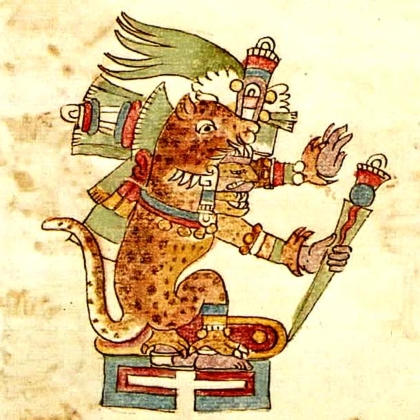
Tepeyollotl
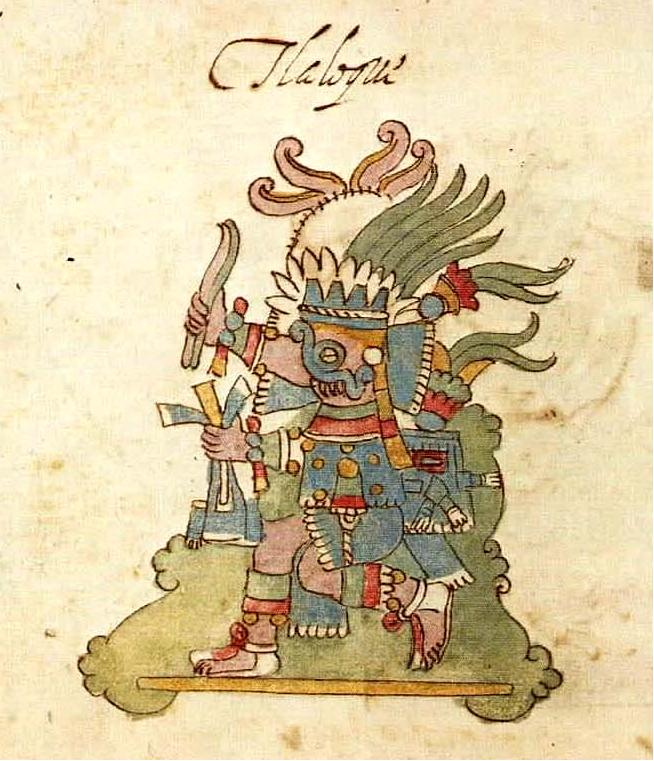
Tlaloc
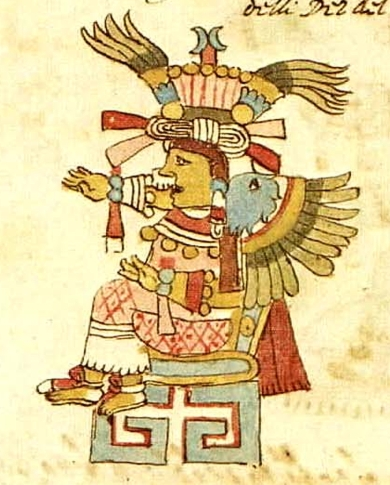
Xochiquetzal